# Unaysauridae
De Unaysauridae zijn een familie van basale sauropodomorfen uit het Laat-Trias van India en Brazilië.

## Diagnose en systematiek
De clade Unaysauridae werd gedefinieerd door Müller et alii (2018) als de groep bestaande uit alle soorten die nauwer verwant zijn aan Unaysaurus tolentinoi dan aan Plateosaurus engelhardti of Saltasaurus loricatus.
Leden van Unaysauridae worden gediagnosticeerd door een aanzienlijke voorste verbreding van de binnenste knobbel van het sprongbeen, evenals het bezit van een promaxillaire fenestra. 
Unaysauridae is het zustertaxon van Plateosauria, meer afgeleid dan Nambalia, Thecodontosaurus ISI R277, Pantydraco en Efraasia. Unaysaurus en Jaklapallisaurus waren eerder door eerdere auteurs aan Plateosauridae toegewezen. Echter, Beccari et alii (2021) trokken de geldigheid van Unaysauridae in hun beschrijving van Issi saaneq in twijfel omdat het lijdt onder ontbrekende gegevens en de fragmentarische aard van exemplaren. Een synapomorfie van unaysauriden is bijvoorbeeld gerelateerd aan de verhouding van de lengte van het midden van het sprongbeen tot de anteroposterieure lengte van de laterale uiteinde, een kenmerk dat niet is bevestigd bij Unaysaurus tolentinoi, terwijl een tweede synapomorfie, de aanwezigheid van een promaxillaire fenestra, niet kan worden waargenomen bij Jaklapallisaurus asymmetrica die de vereiste schedelresten mist. Vervolgens vond hun fylogenetische analyse Unaysaurus en Macrocollum binnen Plateosauridae.